# ورزشگاه کازان آرنا
کازان آرِنا (به روسی: Казань Арен، به تاتاری: Казан-Арена) ورزشگاهی در شهر قازان، روسیه است. ساخت این ورزشگاه در ژوئیهٔ ۲۰۱۳ پایان یافت و قرار است میزبان مسابقات فوتبال، به‌ویژه بازی‌های خانگی باشگاه فوتبال روبین کازان در لیگ برتر فوتبال روسیه باشد.
در جام جهانی ۲۰۱۸ روسیه نیز چند مسابقه در کازان آرِنا برگزار می‌شود.

## نگارخانه

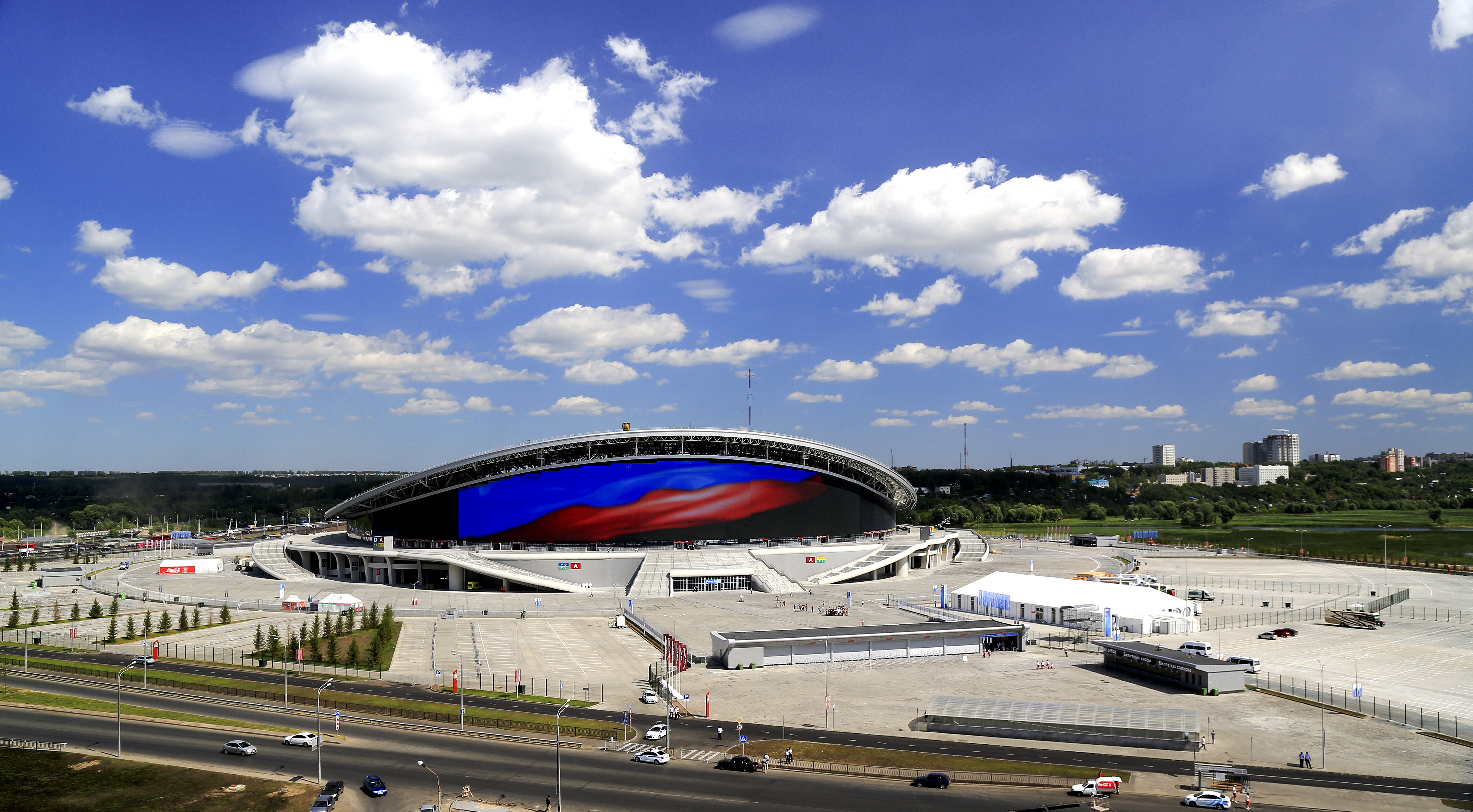
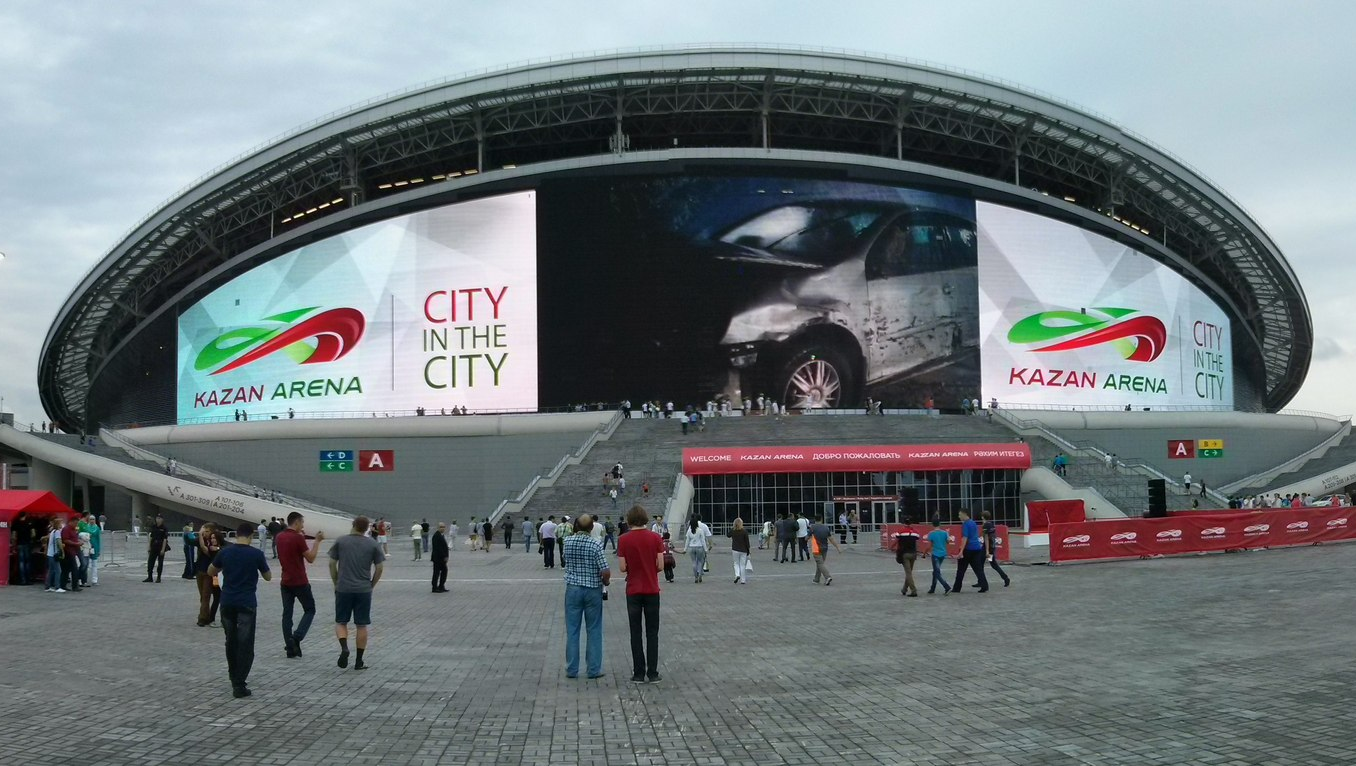
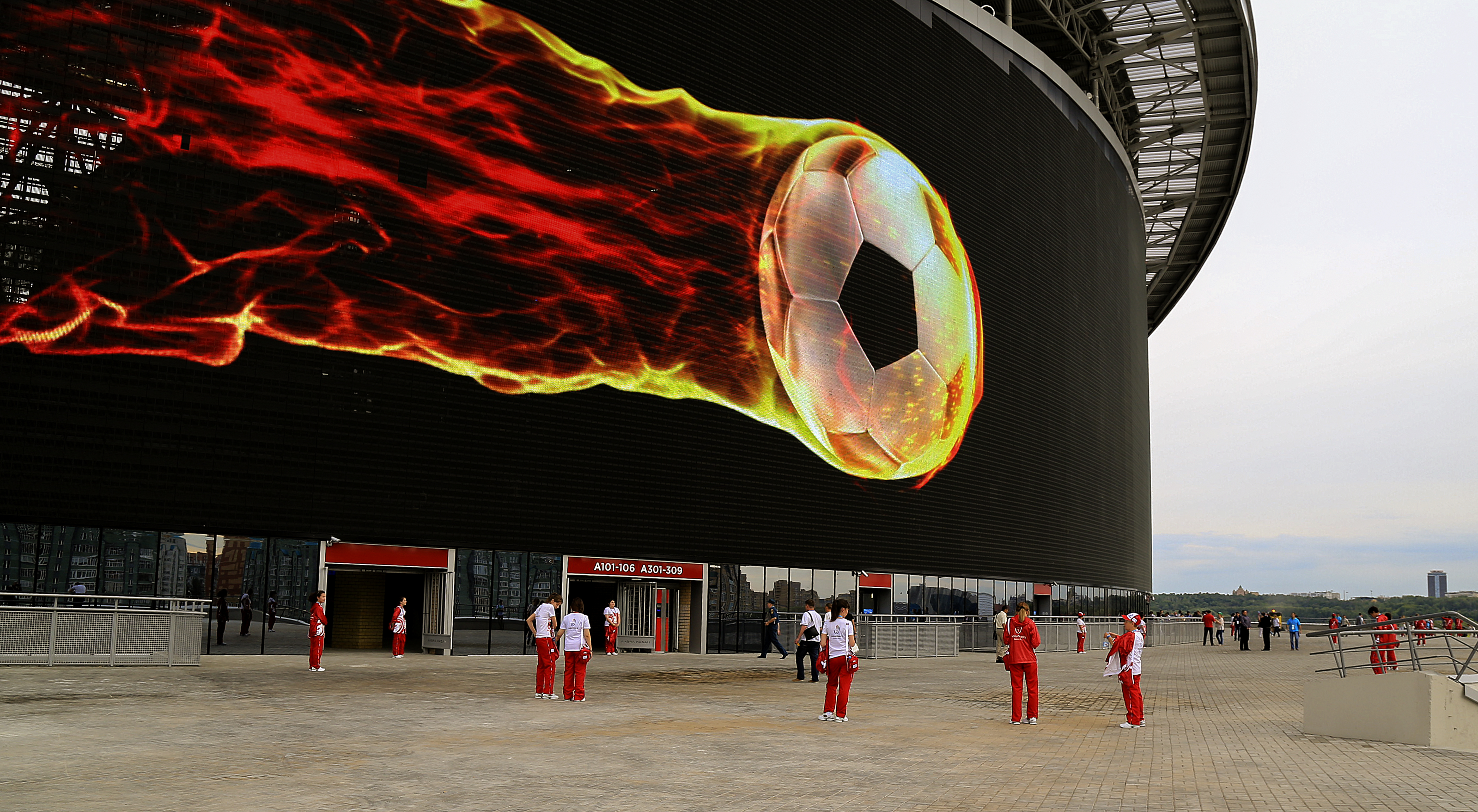
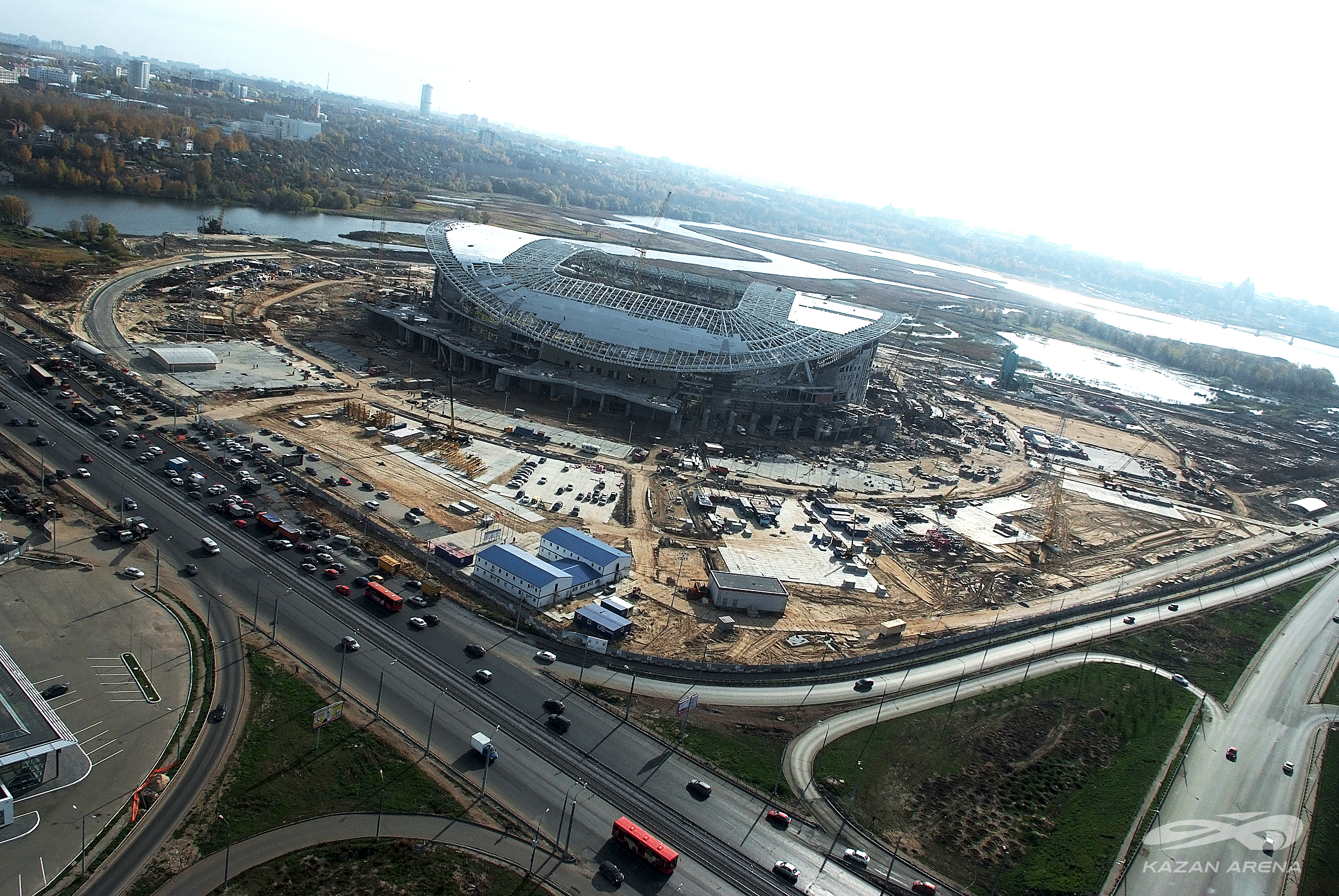
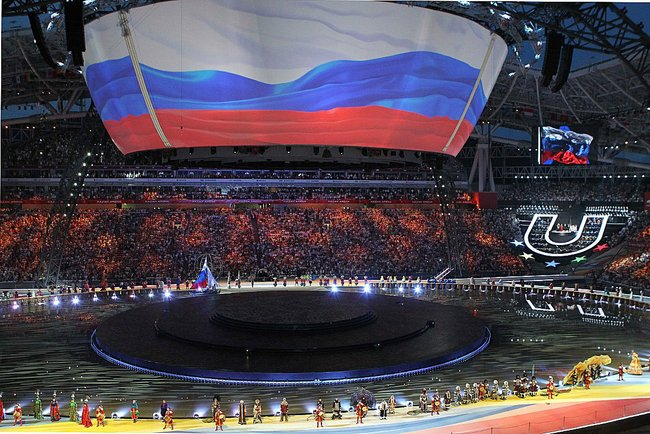
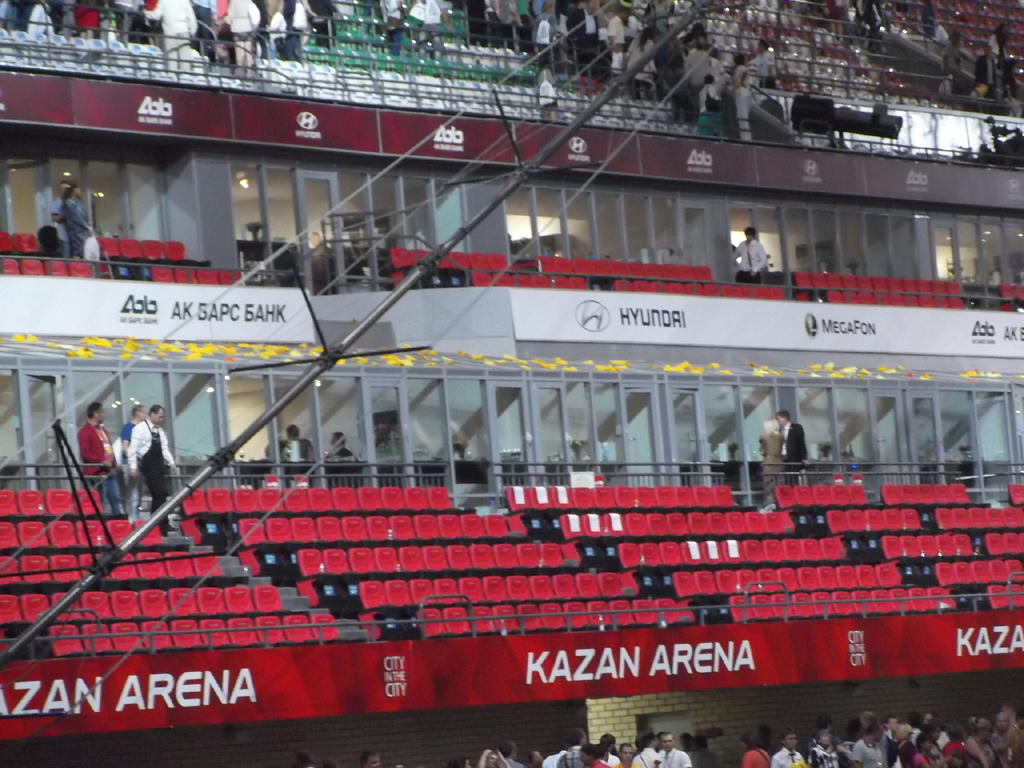
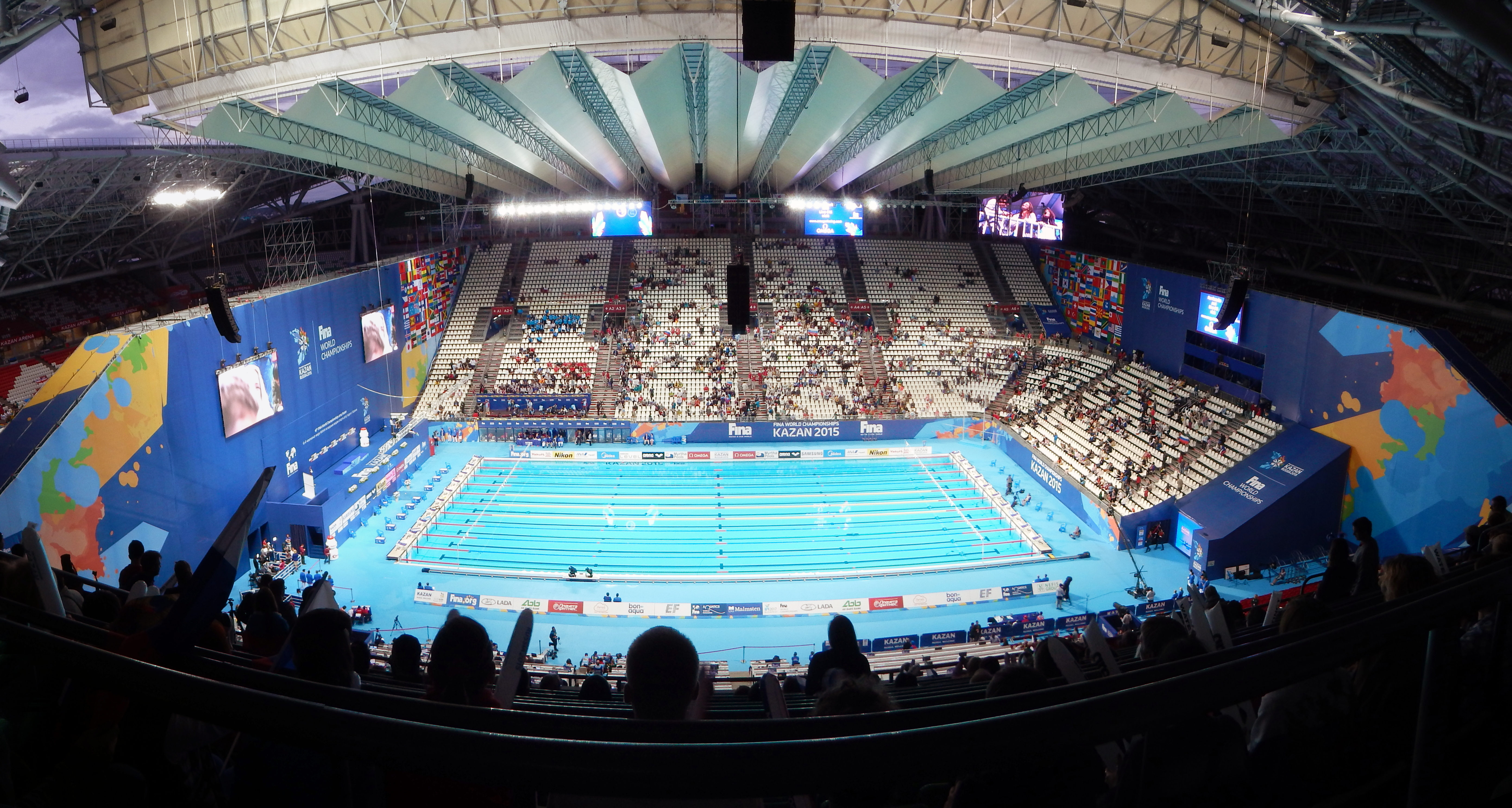
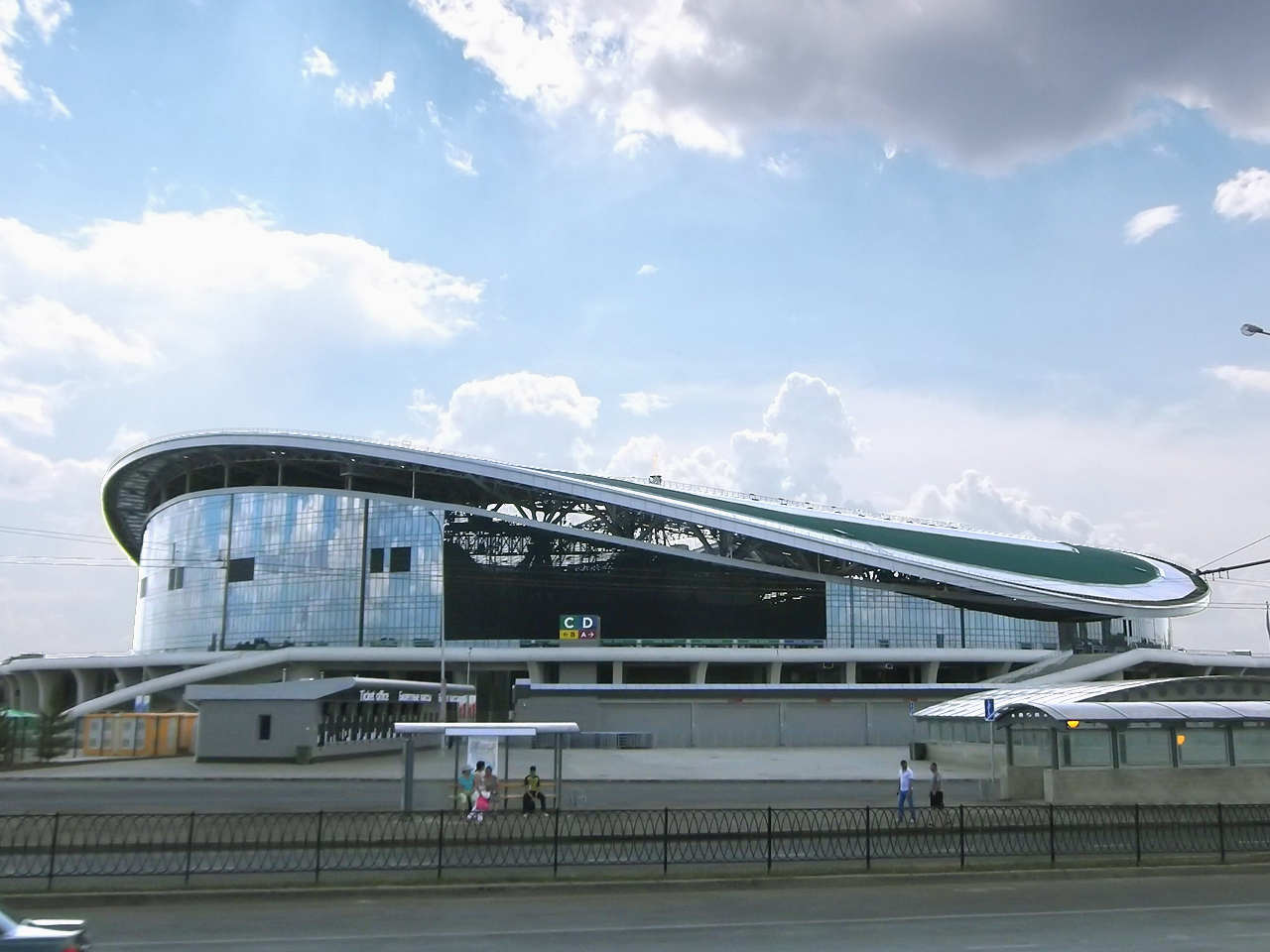
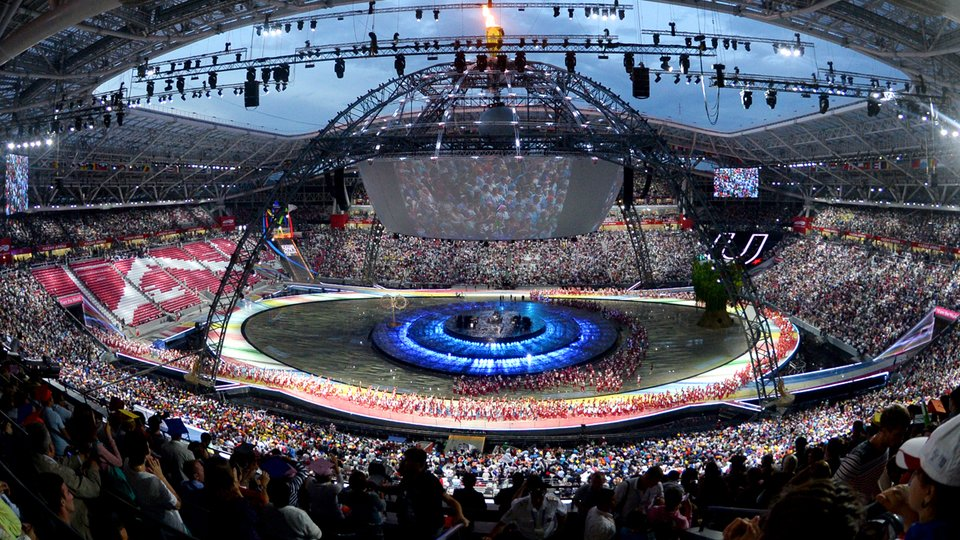
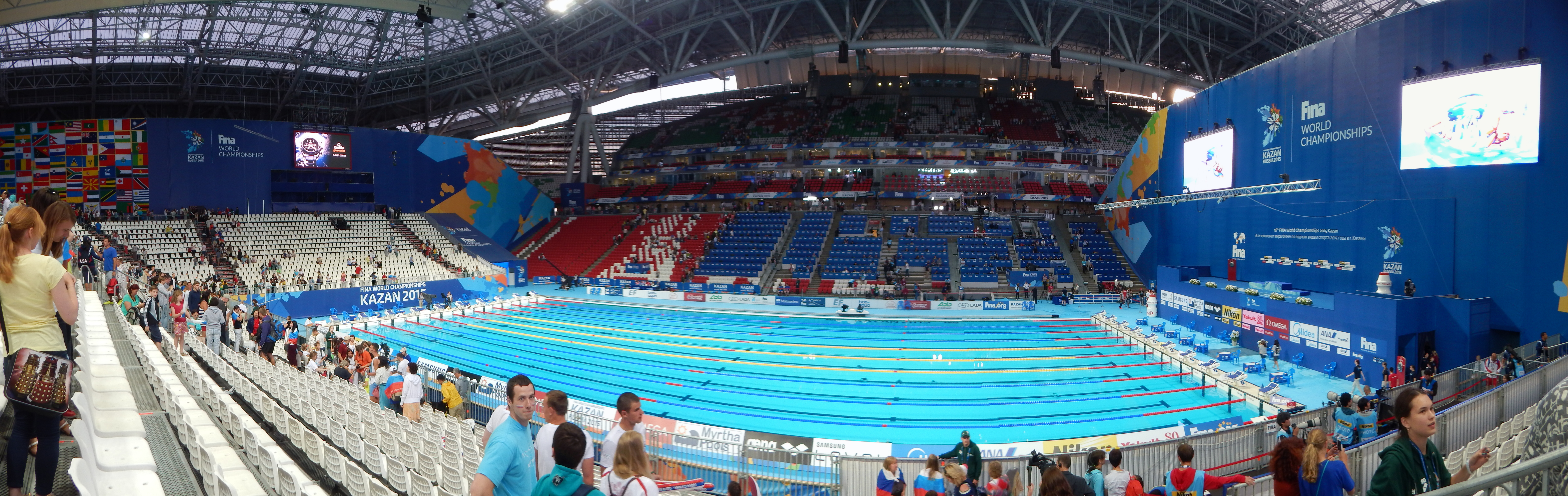

## جام جهانی فوتبال ۲۰۱۸
| تاریخ        | ساعت  | تیم #۱    | نتیجه | تیم #۲   | دور          | تماشاگران |
| ------------ | ----- | --------- | ----- | -------- | ------------ | --------- |
| ۱۶ ژوئن ۲۰۱۸ | ۱۳:۰۰ | فرانسه    | ۲–۱   | استرالیا | گروه C       | ۴۱٬۲۷۹    |
| ۲۰ ژوئن ۲۰۱۸ | ۲۱:۰۰ | ایران     | ۰–۱   | اسپانیا  | گروه B       | ۴۲٬۷۱۸    |
| ۲۴ ژوئن ۲۰۱۸ | ۲۱:۰۰ | لهستان    | ۰–۳   | کلمبیا   | گروه H       | ۴۲٬۸۷۳    |
| ۲۷ ژوئن ۲۰۱۸ | ۱۷:۰۰ | کرهٔ جنوبی | ۲–۰   | آلمان    | گروه F       | ۴۱٬۸۳۵    |
| ۳۰ ژوئن ۲۰۱۸ | ۱۷:۰۰ | فرانسه    | 4–3   | آرژانتین | یک‌هشتم نهایی | ۴۲٬۸۷۳    |
| ۶ ژوئیه ۲۰۱۸ | ۲۱:۰۰ | بلژیک     | ۲ – ۱ | برزیل    | یک چهارم     |           |